# Ленц, Андре
Андре́ Ленц (нем. André Lenz; 19 ноября 1973, Мюльхайм-ан-дер-Рур, ФРГ) — немецкий футболист, вратарь.

## Биография
С 1992 по 1996 годы играл в Региональной лиге.
В 1997 году перешёл в клуб «Алемания», игравший во Второй Бундеслиге. В 2001 году отправился на повышение, в Первую Бундеслигу, и перешёл в «Энерги».
В 2003 году, после вылета котбусцев из Бундеслиги, перешёл в «Мюнхен 1860», но проиграл конкуренцию Михаэлю Хофманну и за сезон провёл всего 3 матча. После того, как мюнхенцы также покинули элитный дивизион, примкнул к «Вольфсбургу», за который играл до конца карьеры.
В составе «волков» Ленц постоянно был запасным вратарём: сначала вторым после Симона Йенча (по иронии судьбы, именно вместо него Андре перешёл в «Мюнхен 1860»), позже — Диего Бенальо, а через некоторое время после прихода молодого Марвина Хитца ветеран Ленц стал третьим.
В 2010 году получил ножевое ранение в ходе массовой драки в ночном клубе, однако остался жив.
Завершил карьеру в 2012 году, после чего работал в штабе Феликса Магата: селекционером в «Вольфсбурге», а также тренером вратарей в английском «Фулхэме» и китайском «Шаньдун Лунэн».

## Достижения
«Вольфсбург»
- Чемпион Германии по футболу (1): 2008/09